# Erste Chemnitzer Maschinenfabrik

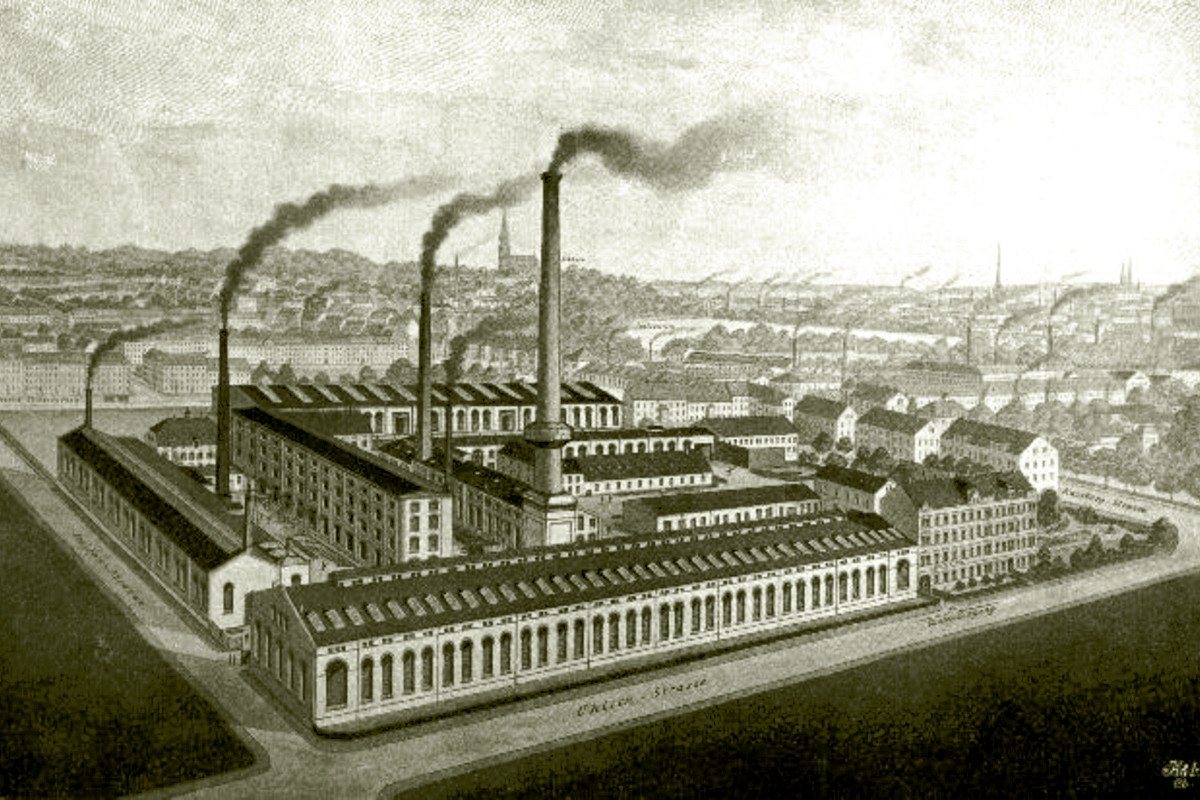
Maschinenfabrik C. G. Haubold Jr. (um 1890), heute zum Teil als Einkaufszentrum ERMAFA-Passage genutzt

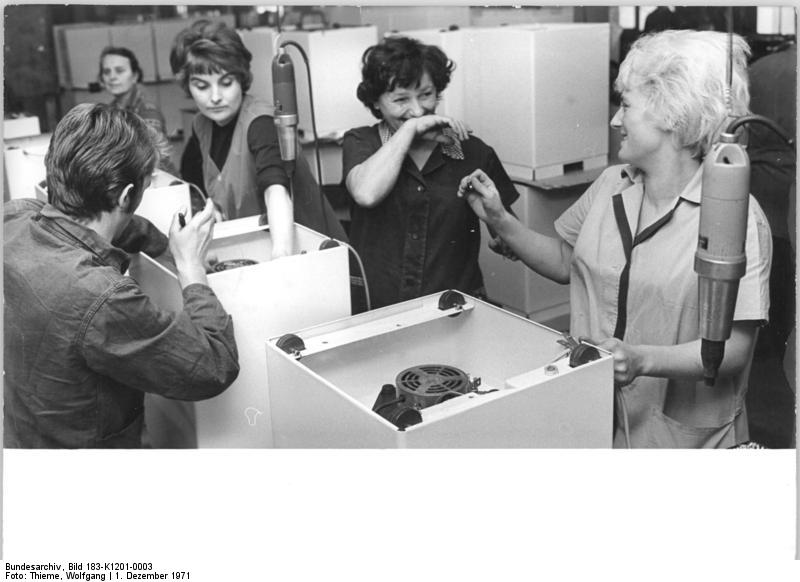
Haushaltsgeräteproduktion bei ERMAFA in den 1970er Jahren (Foto: Bundesarchiv)

Die Erste Chemnitzer Maschinenfabrik (ursprünglich Maschinenfabrik C. G. Haubold jun., ab 1953 VEB Erste Maschinenfabrik Karl-Marx-Stadt, ERMAFA) war ein traditionsreiches und bedeutendes Maschinenbau-Unternehmen mit Sitz in Chemnitz. Es wurde 1837 von Carl Gottfried Haubold (1792–1862, Vetter von Carl Gottlieb Haubold) gegründet und unterhielt neben dem Hauptsitz am Nordrand des Kaßbergs (Ecke Hartmannstraße/Reichsstraße) mehrere Gießereien und weitere Produktionsstandorte im Stadtgebiet. Nach dem Tod des Gründers übernahmen seine Söhne und Enkel die Firma, die sich bis zur Jahrhundertwende endgültig zum Großbetrieb entwickelte. 1905 wurde sie in eine GmbH, 1918 schließlich in eine Aktiengesellschaft umgewandelt, blieb jedoch bis zur Enteignung nach dem Zweiten Weltkrieg mehrheitlich in Familienbesitz.
Hauptprodukte waren vor allem Maschinen zur Textilveredelung und Papierverarbeitung (u. a. Kalander), im Zweiten Weltkrieg kamen auch Rüstungsgüter für die Wehrmacht hinzu.
Nach dem Zweiten Weltkrieg wurde der Betrieb zu großen Teilen demontiert und 1948 enteignet. Zu DDR-Zeiten produzierte ERMAFA unter anderem Haushaltsgeräte wie z. B. die Wäscheschleuder TS 66 und gehörte aufgrund seiner breiten Produktpalette verschiedenen Kombinaten an: zunächst als Stammbetrieb zur VVB Plast- und Elastverarbeitungsmaschinen, ab 1986 dem Kombinat Textima und von 1987 bis zuletzt dem Chemieanlagenbaukombinat Leipzig-Grimma. Nach dem Ende der DDR wurde der Betrieb reprivatisiert und zunächst in den Stadtteil Borna verlegt.

## Ermafa Passage

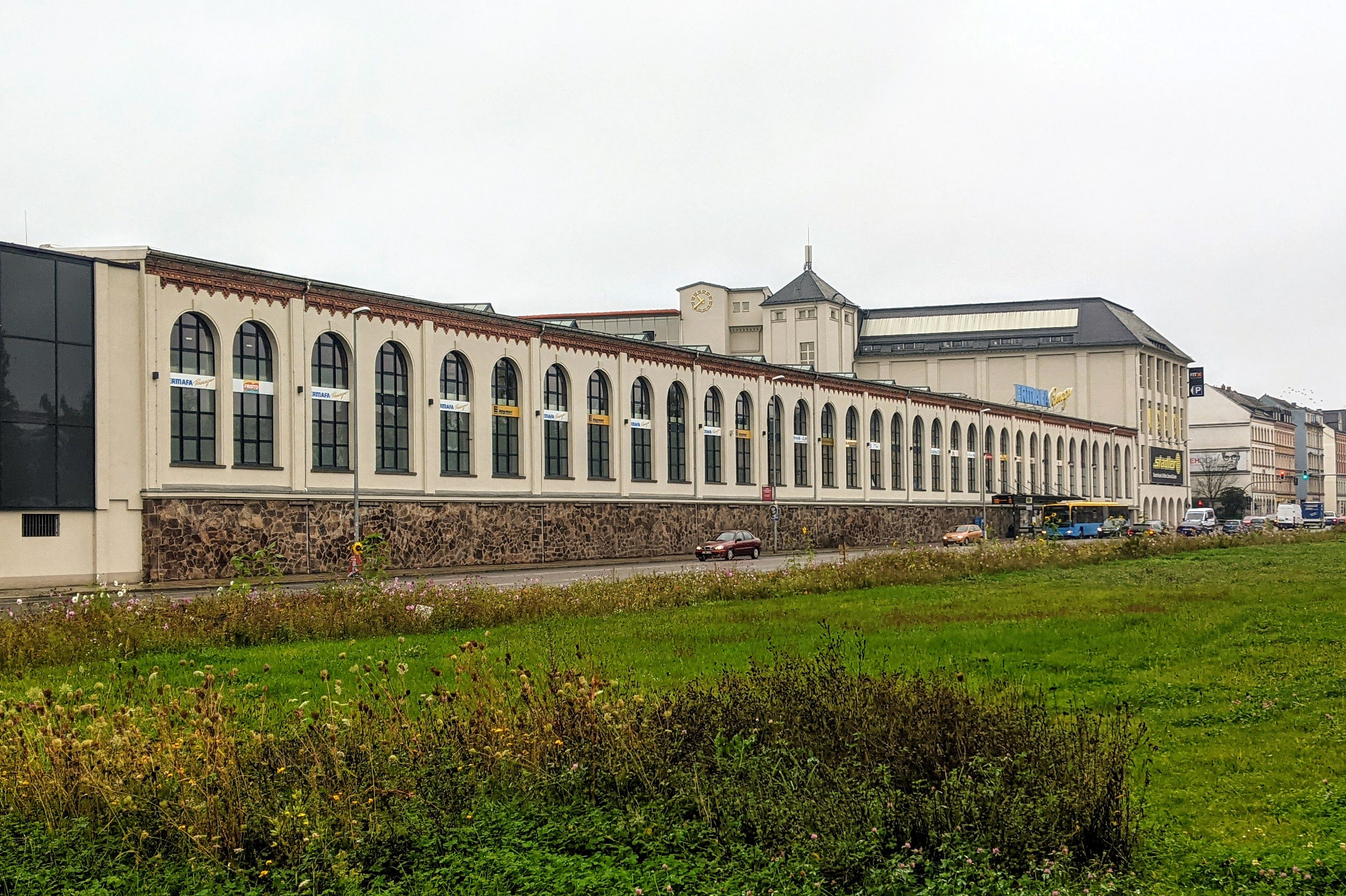
ERMAFA-Passage im Oktober 2021

Das ehemalige Hauptwerk an der Hartmannstraße wurde unter Denkmalschutz gestellt und unter dem Namen ERMAFA Passage in ein Einkaufszentrum umgewandelt. Auf 23.500 m² Verkaufsfläche befinden sich 25 Fachgeschäfte und Dienstleister.

## ERMAFA Sondermaschinen- und Anlagenbau
Ein Betriebsteil produziert bis heute unter dem Namen ERMAFA Sondermaschinen- und Anlagenbau GmbH an zwei Standorten in Chemnitz-Siegmar Sondermaschinen für die kunststoff- und gummiverarbeitende Industrie sowie Anlagen zur Sterilisation von Klinikabfällen und im vogtländischen Ellefeld unter dem Namen Ermafa Auerbach Tiefbohrmaschinen für kubische und zylindrische Werkstücke, Fräsmaschinen und kombinierte Tiefbohr-Fräszentren für Anwendungen im Allgemeinen Maschinen- und Anlagenbau, im Werkzeug- und Formenbau oder in der Gas- und Erdölindustrie.

## ERMAFA Eisenwerke Chemnitz
Die 1914 gegründete Eisengießerei in Chemnitz stellt Gussteile unter anderem für Kältemaschinen her. 100 Jahre später verkaufte der Eigentümer zu dieser Zeit Hörmann Industries die ERMAFA Guss an Oswald Holtz und den bisherigen Geschäftsführer Axel Edlich. Seitdem firmiert das Unternehmen als ERMAFA Eisenwerke Chemnitz GmbH.